# El Fresno, Guanajuato
El Fresno är en ort i Mexiko.   Den ligger i kommunen San Felipe och delstaten Guanajuato, i den centrala delen av landet, 300 km nordväst om huvudstaden Mexico City. El Fresno ligger 2 122 meter över havet och antalet invånare är 112.
Terrängen runt El Fresno är kuperad åt sydost, men åt nordväst är den platt. Runt El Fresno är det ganska tätbefolkat, med 75 invånare per kvadratkilometer. Närmaste större samhälle är Coecillo, 13,4 km norr om El Fresno. Omgivningarna runt El Fresno är i huvudsak ett öppet busklandskap.